# جسم ۲
جسم ۲ (به هندی: Jism 2)فیلمی محصول سال ۲۰۱۲ و به کارگردانی پوجا بات است. در این فیلم بازیگرانی همچون سانی لئونه، راندیپ هودا، عارف ذکریا، آروندی سینگ، عمران زاهید ایفای نقش کرده‌اند.
این فیلم دنباله فیلم جسم است.